# 사쿠라이 쓰구미
사쿠라이 쓰구미(일본어: 櫻井 つぐみ, 2001년 9월 3일~)는 일본의 레슬링 선수이다. 라이트급 선수로 2024년 하계 올림픽에서 여자 자유형 라이트급(-57kg) 금메달을 획득했으며 세계 선수권 대회에서 금메달 2개, 아시안 게임 금메달 1개, 아시아 선수권 대회에서 금메달 1개를 획득했다.

## 개인사
여동생인 사쿠라이 하나노도 일본 국가대표 레슬링 선수로 활동하고 있다.